# Frišmanovský dům (Beroun)
Frišmanovský dům je barokní řadový měšťanský dům na Husově náměstí v Berouně.

## Historie
Na parcele stál starší dům, který v roce 1639 vypálilo švédské vojsko. V roce 1654 nechal Matouš Frišman z Ehrenkronu postavit na tomto místě nový dům. Aktuální barokní fasáda pochází z přestavby, která se uskutečnila ve 2. čtvrtině 18. století.
Od roku 1921 patří dům rodině Endrlových, kteří v přízemí od 50. let 20. století provozovali prodejnu drogerie. V 90. letech 20. století pak provedli rekonstrukci domu.
Od roku 1958 je dům chráněn jako kulturní památka.

## Architektura
Dům je původně renesanční, průčelí ale bylo zbarokizováno. Fasáda orientovaná do náměstí je čtyřosá a je završena nízkou atikou a štítem s volutovými křídly. Na fasádě je ve štukovém rámu umístěn obraz svaté rodiny. Střecha je sedlová, k jihu zakončená valbou.

## Zajímavost
Jedná se o rodný dům matematika Václava Karla Řehořovského.